# Голубая роза (фильм)
Голубая роза (укр. Блакитна троянда) — двухсерийный художественный фильм, снятый режиссёром Олегом Биймой на студии «Укртелефильм» в 1988 году по мотивам одноименной пьесы классика украинской литературы Леси Украинки.

## Сюжет
«Голубая роза» — первое драматическое произведение поэтессы Леси Украинки и первая психологическая драма в украинской драматургии, основным содержанием которой является внутренний так называемый экзистенциализм бытия персонажей. Философский дискурс драмы представляет безумие не только как форму свободы, но и как определенную тоску по телу.
Фильм (телепостановка) повествует о трагической любви Любови Гощинской к Оресту Груичу. Главная героиня переживает конфликт между охватившим её чувством и устоявшимися мещанскими обычаями, запрещающими женщине самовыражаться, свободно проявлять свои желания…

## В ролях
- Елена Борзова — Любовь Гощинская,
- Алексей Богданович — Орест Груич,
- Эльза Леждей — Мария Груич, мать Ореста,
- Людмила Аринина — тётя Липа,
- Людмила Шевель — Александра Викторовна Крашева,
- Игорь Дмитриев — Сергей Милевский,
- Евгений Паперный — Осторжин, литератор,
- Юрий Катин-Ярцев — Проценко, старый врач,
- Лариса Кадочникова,
- Леонид Бакштаев,
- Всеволод Сафонов — врач на водах
- Елена Чекан — эпизод

и др.

## Съёмочная группа
- Режиссёр и сценарист: Олег Бийма
- Операторы: Юрий Бордаков, Алексей Зоценко
- Художник: Николай Резник